# Provincia di Concepción (Cile)
La provincia di Concepción è una delle province della regione cilena del Bío Bío il capoluogo è la città di Concepción.	
La provincia è suddivisa in dodici comuni:
1. Concepción
2. Coronel
3. Chiguayante
4. Florida
5. Hualpén
6. Hualqui
7. Lota
8. Penco
9. San Pedro de la Paz
10. Santa Juana
11. Talcahuano
12. Tomé